# Johannes Groenland
Johannes (Jean) Groenland (Altona, 8 de abril de 1824 - Dresde, 13 de febrero de 1891) fue un químico, microscopista, farmacéutico, horticultor, y botánico alemán, ejerció como químico antes de su marcha a París, en 1853 donde fue botánico de Pierre Louis François Lévêque de Vilmorin, dueño de uno de los viveros más importantes de Francia. Fue profesor en la Escuela agrícola y en la Estación de agricultura; tras en 1871, a posteriori de la guerra Franco-Prusiana, se repatrió y continuó trabajando en el Centro de investigaciones agrícolas de Dahme.

## Obra
- 1854. Mémoire sur la germination de quelques hépatiques. Ed. V. Masson. 29 pp.
- 1855. Note sur l’Holcus setiger
- 1856. Note sur les organs glanduleux du genre Drosera
- 1857. Note sur l’hybridation du genre Aegilops
- 1862. Note sur les hybrids du genre Aegilops
- 1870. Histoire naturelle illustrée: végétaux; 53 planches coloriées, contenant au delà de 600 dessins, accompagnées du̕n texte explicatif, da̕près l'edition allemande de M. Moritz Willkomm. Ed. J.F. Schreiber. 74 pp.
- 1872. Des préparations microscopiques tirées du regne végétal
- 1900. Atlas d'histoire naturelle végétaux. Ed. Schreiber. 74 pp.
- Vilmorin’s illustrierte Blumengärtnerei. Berlín, 1873-1875; 3 vols. Con Karl Theodor Rümpler (1817-1891)

## Reconocimientos
- Editor of Revue Horticole, París

## Eponimia
Género
- (Potamogetonaceae) Groenlandia J.Gay[1]